# Marche à pied
Pour les articles homonymes, voir Marche.
Cet article possède un paronyme, voir Marchepied.

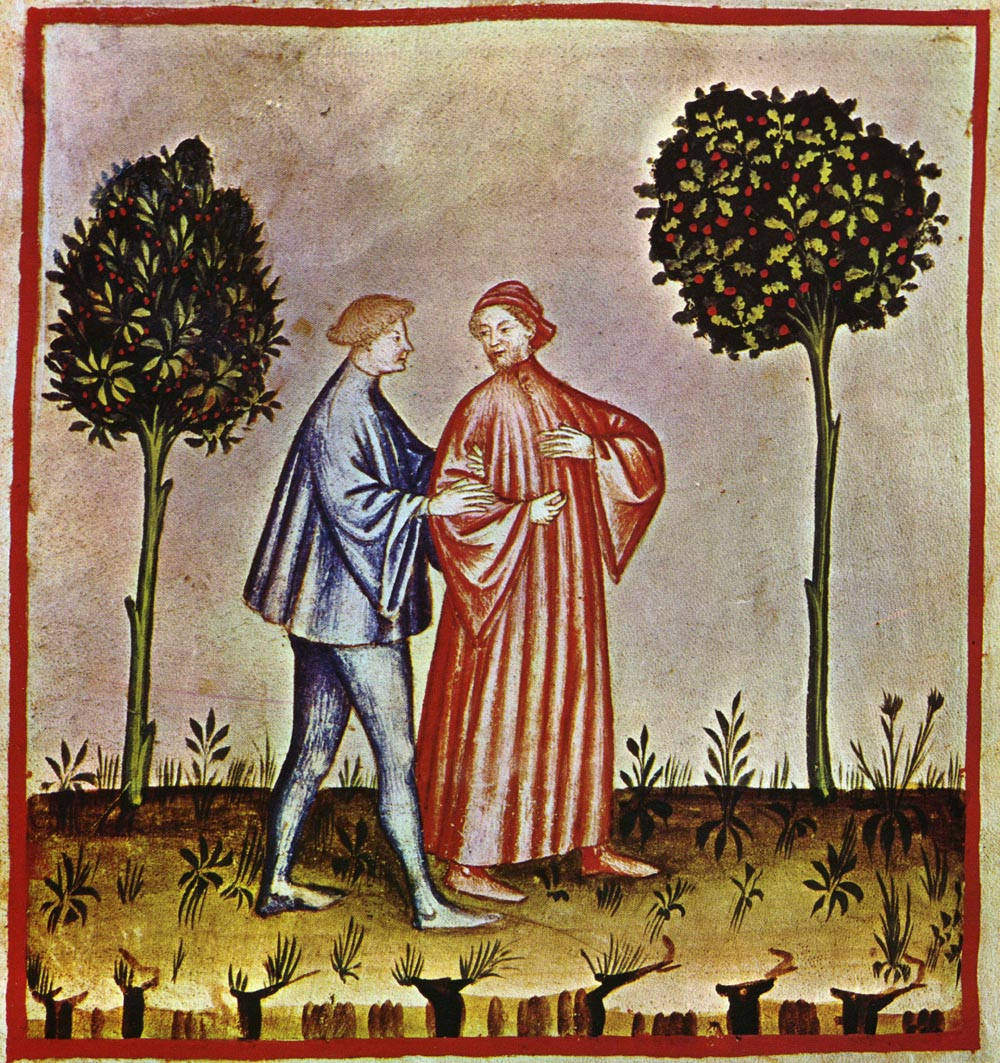
Marcher, Tacuinum sanitatis casanatensis (XIVe siècle).

La marche est un mode de locomotion naturel chez l'être humain. Elle consiste en un déplacement en appui alternatif sur les pieds, en position debout et en ayant toujours au moins un point d'appui en contact avec le sol, sinon il s'agit de course.
C'est un des principaux modes de déplacement, qui fait partie des modes dits « fatigants », « doux » ou « actifs », comme des moyens de transport tels que la bicyclette, la trottinette ou le patinage à roulettes, par opposition aux modes de transport motorisés parfois dits « passifs ». Elle peut également être pratiquée en tant que sport ou loisir.
Marcher 7000 pas par jour est bénéfique pour la santé.

## Histoire

### Origines
Des travaux récents de neurosciences et de biomécanique comparée laissent penser que bien avant l'apparition d'espèces terrestres capables de marcher (vertébrés tétrapodes) des poissons anciens pouvaient marcher sur le fond marin ou le littoral sur deux nageoires, en utilisant probablement les mêmes circuits neuronaux que nous. Plusieurs espèces de poissons contemporains, présentent certaines dispositions à la marche sur le fond voire hors de l'eau.
La bipédie des premiers hominiens ne date « que » d'il y a environ deux millions d'années mais l'homme n'est pas le premier animal à avoir pratiqué la marche (il s'agit probablement de l'Euparkeria). La plupart des oiseaux ont conservé cette faculté, qui se retrouve plus rarement chez les mammifères et les reptiles.[pas clair]
La marche pédestre a ensuite été le mode de déplacement des bipèdes. Elle fut utilisée de façon plus ou moins adroite dès l'apparition des premiers hominiens, il y a environ deux millions d'années. Ce mode de déplacement permit une libération des membres avants préhensiles, ce qui les rend disponibles pour la manipulation d'outils en station debout voire en marchant. Dès lors, la marche n'est plus un simple moyen de déplacement, elle devient le moyen par lequel l'homme projette son action. Elle accompagne ainsi l'évolution de l'espèce humaine en créant les conditions d'un développement de ses facultés intellectuelles.

### Du Paléolithique à l'ère industrielle
La marche et la course sont longtemps les seuls moyen de déplacement terrestre de l'homme. La marche est restée le principal moyen même après l'invention de la roue, du char et de la batellerie, et la domestication du cheval. Les légions romaines se déplacent à pied, et la marche est encore largement utilisée pour les déplacements d'usage au Moyen Âge alors que la possession d'une monture ou d'un charriot est un attribut de richesse. Ainsi, jusqu'au environ de 1850, l'homme ne peut pas accélérer sa vitesse moyenne de déplacement, qui est de l'ordre d'un mètre par seconde. La portée maximale est d'environ 200 km/jour grâce à l'utilisation d'infrastructures et de forces animale ou éolienne performantes. Par exemple, à l'apogée de l'Empire inca, les messages pouvaient être transmis en quelques jours à travers tout le territoire grâce au réseau de routes et de relais longeant la cordillère des Andes. 200 km en 24 heures semble aussi être la limite dans les marches rapides compétitives d'endurance. Par contre, dans la course à pied des distances jusqu'à 300 km par 24 heures ont été réalisées (Yiánnis Koúros, 5 octobre 1997).
Cette difficulté de déplacement a conduit à deux modes de vie principaux.

#### Nomadisme
L'humanité a vécu à l'état nomade durant tout le Paléolithique, le Mésolithique durant lequel elle est devenue peu à peu semi-nomade pour commencer à se sédentariser durant le Néolithique. Ce mode de vie implique une connaissance des territoires parcourus, souvent avec une logique de circuit dont l'amplitude peut aller de 80 à 2 000 km. Ce mode de vie a pour but de profiter au maximum de la richesse des ressources locales que ce soit pour la pratique de la cueillette et de la chasse ou la pratique du pastoralisme. On estime qu'en 1500 environ 60 % de la population mondiale pratique le nomadisme[réf. nécessaire].

#### Sédentarité
Apparue durant le Néolithique, la vie sédentaire implique des déplacements en aller-retour depuis un point fixe. Ce mode de vie impose alors généralement un espace de vie d'un rayon de sept kilomètres, jusqu'au début du XIXe siècle pour une grande partie de la population, ayant pour seul mode de transport la marche, la vie se déroulait presque entièrement dans cet espace. Les échanges de produits se font de proche en proche, 90 % des produits disponibles ont été produits dans un rayon de sept kilomètres.

### Invention de l'automobile
Il faudra attendre la popularisation de l'automobile au XXe siècle pour modifier le rapport de l'homme avec la marche. Cette invention fait alors naître le fantasme d'abolition de la contrainte d'espace et de temps, que l'on retrouve dans la recherche permanente de la vitesse. Sur le plan fonctionnel, la marche est ainsi mise en concurrence avec une automobile accessible à tous, mais aussi avec le vélo et les transports en commun. Toutefois, il demeure malgré tout de nombreux adeptes de la marche, de la promenade, de la flânerie, ainsi des amateurs de nature, cueilleurs de champignons, golfeurs et autres randonneurs.

### Histoire militaire
Depuis des temps immémoriaux, les soldats se sont déplacés en groupes homogènes, et la marche est le mode de déplacement par excellence des fantassins. La marche est également un moyen d'organiser la discipline et l'esprit de corps dans les troupes, par exemple à travers des styles de déplacement de parade ou pour défiler, en pratique peu fonctionnels, mais obéissant à des règles strictes (« manœuvres à pied »), dont le respect démontre une grande maîtrise. Leurs éléments principaux sont notamment :
- le style de pas (pas glissé en Grande-Bretagne, pas de l'oie de l'armée allemande sous le IIIe Reich, etc.) ;
- le rythme, qui peut être dicté par un sergent-instructeur (« gauche, gauche... ») ou par de la musique (chant entonné par les soldats eux-mêmes ou musique d'accompagnement (voir Marche (musique)) ; le rythme de la légion étrangère est très lent, celui des chasseurs à pied français ou des bersagliers italiens, très rapide ;
- le maintien des espacements dans les virages (piétinement sur place des soldats à l'intérieur du virage pour que le rang jusqu'à ceux situés à l'extérieur reste droit et balaie le secteur comme un rayon).

## Mode de locomotion
On l'oppose ici aux modes de locomotion comme la reptation, la nage et la course.

### Psychomotricité
La station debout et le fait que le déplacement de la masse corporelle se fait alors qu'elle n'est supportée que par un seul membre impliquent l'exploitation du sens de l'Équilibre statique (physiologie). La marche se définit par le fait qu'il y a toujours au moins un appui au sol, par opposition à la course à pied, dans laquelle il peut ne pas y avoir d'appui au sol à un moment donné.
L'ensemble du système musculaire et osseux est mis à contribution (sans excès) lors de la marche, ce qui en fait un sport de maintien en forme apprécié et souvent recommandé (voir ci-dessous).

### Différentes allures de la marche
Sur terrain plat, en dessous de 4 km/h on parlera de marche normale de piéton, de 4 à 5 km/h de marche dynamique, entre 5 et 6 km/h de marche rapide et au-dessus de 6 km/h, de marche sportive.

### Acquisition de la marche bipède par l'enfant
Après une période pendant laquelle l'enfant explore son univers en rampant puis en marchant à quatre pattes, il va progressivement se redresser sur ses jambes, puis tenter quelques pas. Cette étape se déroule généralement entre le 10e et le 14e mois. À partir du 7e mois environ, le bébé se tient en position assise et acquiert une autonomie de mouvement. De 10 à 12 mois, il se déplace à quatre pattes et parvient à franchir des obstacles. Contrôlant le mouvement de son corps, il peut alors passer de la position couchée à la position assise ou debout, avec ou sans appui. De 10 à 18 mois, il marche sur la pointe des pieds, les fesses un peu en arrière et le ventre un peu en avant, en écartant les membres inférieurs pour élargir sa base de portance. L’apprentissage de l'équilibre est progressif, l'enfant est victime de chutes dans les deux sens jusqu'au 20e mois à cause notamment de ses inclinaisons en arrière et en avant.

### Comparaison à d'autres modes de locomotion
La marche est une activité physique considérée comme excellente pour la santé, et elle ne réclame qu'une paire de chaussures ordinaire (dont on peut même se passer), avantages dont les autres modes de transport sont dépourvus (voir plus bas).
Comme moyen de locomotion, elle est un système suffisamment performant pour avoir été longtemps le principal support de la projection des forces militaires, assurant la cohésion de grands empires, dominée seulement par l'usage des chevaux et des navires beaucoup plus coûteux. Ce n'est qu'avec l'apparition de la force mécanique que la marche est largement supplantée pour les grands mouvements stratégiques ou tactiques, tout en restant toutefois essentielle pour les mouvements de moindre ampleur. Même chose dans le commerce (ou plus généralement toutes les activités industrielle comme de service) : même si on utilise une voiture pour aller au supermarché et que celui-ci est approvisionné par camion, à l'interieur le consommateur comme le commerçant marchent.

#### Consommation d'énergie
La marche est le nom générique d'activités très différentes, de la promenade digestive en terrain plat au déplacement militaire rapide avec une charge significative en terrain et conditions météorologiques difficiles avec forte pente. La consommation d'énergie dépend considérablement des conditions, notamment le poids du marcheur (et de son éventuellement chargement), sa vitesse, et la nature du terrain. Le calcul est typiquement estimé en multipliant une estimation du métabolisme de base par un facteur d'intensité : un nombre d'équivalent métabolique (ou  METs, pour l'anglais Metabolic Equivalent of Task). L'équivalent métabolique de la marche peut varier de 2 (marche très lente en flânant, sachant que c'est aussi la valeur de simplement rester debout) à plus de 10 (déplacement d'une lourde charge dans des escaliers). Toutes les activités physiques sont à peu près dans cette gamme, représentative des capacités du corps humain, hormis les plus intenses qui peuvent brièvement dépasser 15,.
La différence porte sur la vitesse : un équivalent métabolique de 4 correspond à un déplacement ordinaire pour aller au travail aussi bien en marchant qu'à vélo, mais à 5 km/h dans le premier cas et 10 km/h dans le second,. À ce rythme, par exemple, une personne marchant dont le métabolisme de base est de 1800 Calories par jour (soit 75 par heure) en consomme 300 par heure, soit un surplus de 225 Cal pour faire 5 km, soit 4500 Cal aux cent kilomètres, énergie qui pourrait être apportée par 500 g d'huile alimentaire ou 1,1 kg de sucre. Toutefois, une comparaison directe avec l'énergie consommée par un engin motorisé serait trompeuse, parce que cette machine consomme un carburant qui n'est pas de qualité alimentaire, et réciproquement parce que la production, la transformation et la distribution des aliments réclame la consommation d'une quantité de carburant. La même personne à vélo, comme elle se déplace deux fois plus vite et parcourt une distance double avec la même consommation d'énergie, aurait une consommation deux fois moindre par kilomètre.
L'équivalent métabolique de simplement rester debout est de 2,, soit un surplus de 75 Cal par heure. Sur une trottinette électrique, il faudra ajouter la consommation électrique de l'engin, d'environ 1,1 kWh (4 MJ) pour cent kilomètres,.

### Description du mécanisme
La marche est générée par le basculement en avant du corps en position debout, ce qui provoque un mouvement de chute, rattrapé par la projection d'une jambe vers l'avant. Plus en détail, la marche repose sur un mécanisme à double balancier composé des jambes et des bras. Le bassin est en effet soumis naturellement à une rotation lorsqu'une jambe est projetée en avant car ce mouvement se fait en appui sur la jambe opposée. C'est pour contrecarrer cette rotation que les bras effectuent un mouvement inverse à celui des jambes. Ainsi, le tronc conserve le même axe, ce qui permet de marcher droit. Puis, pour rattraper le mouvement de chute tant que dure la marche, la jambe arrière est à son tour projetée en avant en utilisant son énergie potentielle, ce qui permet d'économiser l'effort, pendant que les bras effectuent le mouvement inverse, également en utilisant leur énergie potentielle. La marche est arrêtée par un redressement du corps.

### Cycle de la marche

Eadweard Muybridge, Animal Locomotion, planche 2, 1887. Cycle de la marche humaine.

#### Définition
C'est l'activité qui se déroule durant le temps ou un membre inférieur se retrouve a la même position lors de la marche. Comme le pas est la distance qui sépare deux pieds posés simultanément au sol, le cycle de marche correspond à deux pas.
Lors de l'analyse du mécanisme de la marche, on décompose le cycle de marche en différentes phases :
- la phase d'appui qui correspond à toute la période où le pied est en contact avec le sol. Son début correspond au contact initial (contact du pied avec le sol) et sa fin au décollement des orteils (perte de contact du pied avec le sol). Elle s’étend de 0 à 60 % du cycle de marche, soit une durée de 60 % du cycle de marche. Elle est divisée en trois phases selon la partie du pied qui repose sur le sol,
  - la phase taligrade. Elle débute avec le contact initial du talon et se poursuit par la mise en charge du membre inférieur. Elle s’étend de 0 à 10 % du cycle de marche, soit une durée de 10 % du cycle de marche. L'autre jambe est encore au sol, en phase digitigrade (voire plus bas) et les deux pieds sont simultanéement au sol,
  - la phase plantigrade. Elle débute lorsque le pied repose sur la plante du pied et s'achève lorsque le talon perd contact avec le sol. Elle correspond à la phase oscillante du pied opposé, il n'y a qu'un pied au sol. Cette phase s’étend de 10 à 50 % du cycle de marche, soit une durée de 40 % du cycle de marche,
  - la phase digitigrade. Elle débute lorsque le talon est levé et se termine lorsque le pied a décollé. Elle s’accompagne du transfert du poids du corps sur la jambe opposée, alors en phase taligrade. Cette phase s’étend de 50 à 60 % du cycle de marche, soit une durée de 10 % du cycle de marche ;
- la phase oscillante où le pied n’est plus en contact avec le sol et qui permet l’avancée du membre inférieur. Son début correspond au décollement des orteils et sa fin au contact initial suivant du même pied. Elle s’étend de 60 à 100 % du cycle de marche, soit une durée de 40 % du cycle de marche. Elle est divisée en deux phases selon le mouvement de la jambe :
  - la phase de raccourcissement,
  - la phase d'allongement.

## Mode de déplacement
Elle peut s'opposer à différentes catégories de modes de déplacements :
- elle est non mécanisée et non motorisée ;
- elle est individuelle.

### Part modale selon les pays

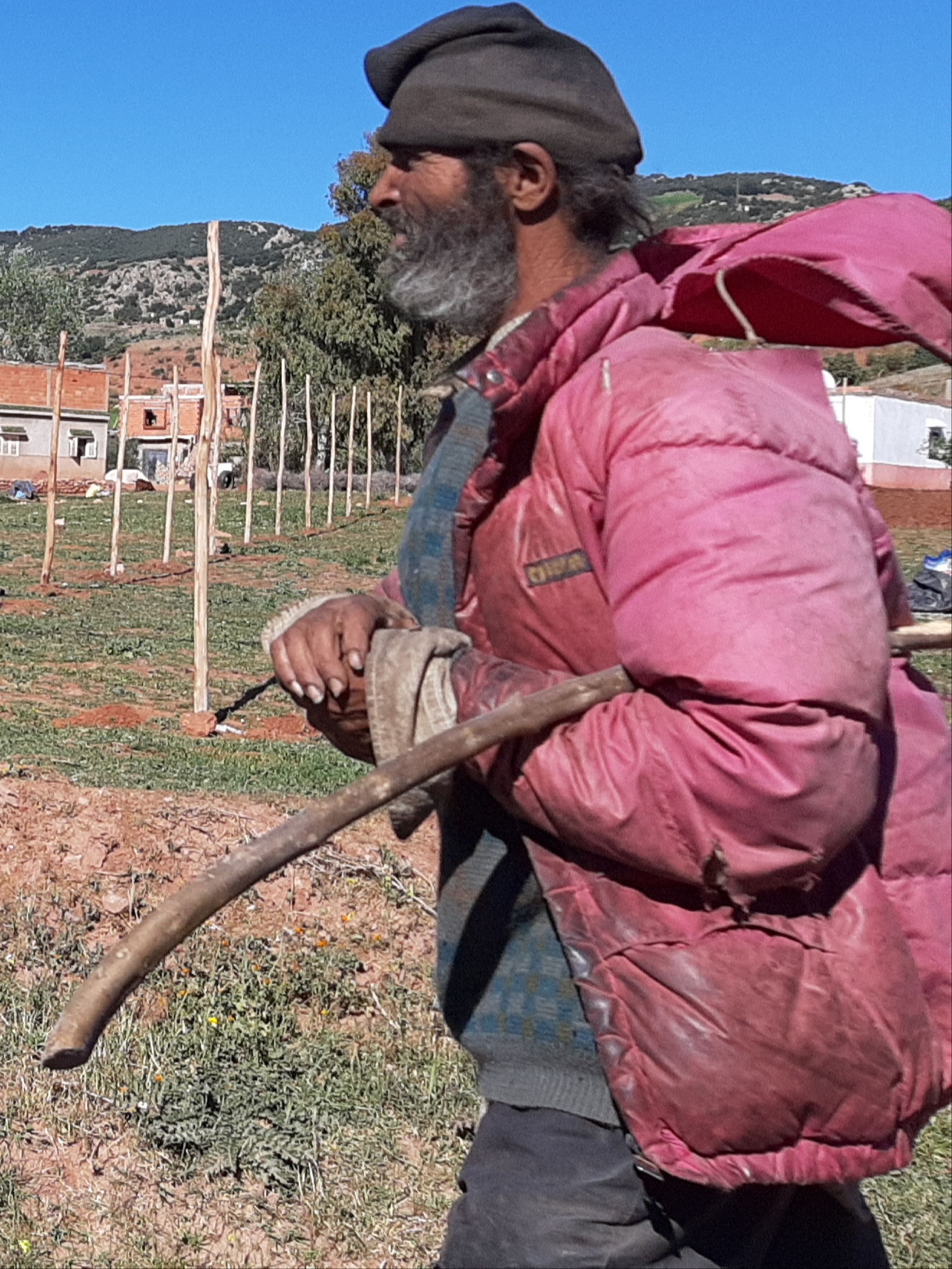
Un marcheur au Maroc.

Dans tout déplacement d'un individu apte, la marche constitue la première et la dernière étape du déplacement : pour aller jusqu'à un véhicule et en revenir si le déplacement en comprend un.
On considère en moyenne que dans les pays industrialisés, la distance moyenne d'une marche dans le cadre d'un déplacement avec un objectif est de quelques centaines de mètres (rarement plus de 500). Au-delà, d'autres modes de déplacement deviennent plus intéressants et prennent le pas (vélo, transports en commun, automobile…).
Les déplacements entièrement faits à pied varient donc grandement selon la longueur moyenne des déplacements des individus dans leur cité et selon la disponibilité de modes de transport alternatifs, motorisés ou non.
La marche comme composante d'un trajet multimodal (par exemple, marche + transports en commun) dépend fortement de l'organisation et de la disponibilité des transports en commun, dans la mesure où ces derniers n'assurent pas un déplacement porte à porte.

### Bénéfices individuels et collectifs

#### Santé
Selon les études épidémiologiques de l'OMS, l'activité physique minimum est de trente minutes de marche rapide par jour pour maintenir un « bon état de santé ». Or, 20 à 50 % des personnes ont une activité physique inférieure à ce niveau. Le temps passé assis dans nos sociétés sédentaires représente un réel danger pour la santé. Le cardiologue François Carré, (CHU de Rennes) insiste sur la nécessité de pratiquer une activité physique modérée 30 minutes par jour, dont la plus facile à pratiquer en toutes circonstances : la marche. Selon lui, la marche 30 minutes par jour permet de ne pas développer / de ralentir la progression de nombreuses pathologies.
L'exercice qu'elle procure favorise la santé par la diminution du risque de maladie cardiovasculaire.
Une équipe chercheurs[réf. incomplète] portant sur 3 127 adultes en bonne santé (2 151 femmes et 976 hommes), âgés de 19 à 94 ans a montré que le nombre quotidien de pas recommandés pour contrôler son poids est de 12 000 pour les femmes âgées de 18 à 40 ans, 11 000 pour les femmes entre 40 et 50 ans, 10 000 de 50 à 60 ans, et 8 000 à partir de 60 ans. Les hommes de 18 à 50 ans devraient faire 12 000 pas par jour, et 11 000 pas à partir de 50 ans, soit 8 à 10 kilomètres par jour pour garder un poids idéal.
En 2025, une méta-analyse réévalue cet objectif à 7 000 pas quotidiens en en soulignant les avantages pour la santé, notamment mentale : baisses de 38 % du risque de démence, de 22 % pour la dépression et de 14 % du risque de diabète,.

#### Infrastructures
Ne nécessitant pas de véhicule, ce mode n'implique pas le développement d'infrastructures particulières ni la réservation d'espaces destinés au stockage (comme les stationnements).
La souplesse de la marche en tant que mode de locomotion par rapport à la nature du terrain permet de franchir des passages inabordables par des moyens mécanisés à roues ou même à chenilles (montée d'escaliers, sentiers de montagne…).

### Risques
Le risque d'accident corporel est relativement peu élevé : en milieu urbain, sa fréquence est comparable à celle du vélo et légèrement supérieure à celle de la voiture.
L'exposition aux polluants présents dans l'air est moins importante que dans les véhicules.

## La marche comme loisir et sport
La marche, en tant que loisir, telle qu'une simple promenade ou une randonnée pédestre, peut être résumée par ce qu'a écrit à ce sujet Jean-Jacques Rousseau, où musarder est la règle.
« Je ne conçois qu'une manière de voyager plus agréable que d'aller à cheval, c'est d'aller à pied. On part à son moment, on s'arrête à sa volonté, on fait tant et si peu d'exercice qu'on veut. On observe tout le pays, on se détourne à droite, à gauche, on examine tout ce qui nous flatte, on s'arrête à tous les points de vue. Aperçois-je une rivière, je la côtoie, un bois touffu, je vais sous son ombre, une grotte, je la visite ; une carrière ; j'examine les minéraux. Partout où je me plais, j'y reste. A l'instant que je m'ennuie, je m'en vais. Je ne dépends ni des chevaux ni du postillon. Je n'ai pas besoin de choisir des chemins tout faits, des routes commodes ; je passe partout où un homme peut passer ; je vois tout ce qu'un homme peut voir ; et, ne dépendant que de moi-même, je jouis de toute la liberté dont un homme peut jouir. Combien de plaisirs différents on rassemble par cette agréable manière de voyager ! sans compter la santé qui s'affermit, l'humeur qui s'égaye. J'ai toujours vu ceux qui voyageaient dans de bonnes voitures bien douces, rêveurs, tristes, grondants ou souffrants ; et les piétons toujours gais, légers, et contents de tout. Combien le cœur rit quand on approche du gîte ! Combien un repas grossier paraît savoureux ! Avec quel plaisir on se repose à table ! Quel bon sommeil on fait dans un mauvais lit ! Quand on ne veut qu'arriver, on peut courir en chaise de poste ; mais quand on veut voyager, il faut aller à pied. », Émile ou De l'éducation, « Les voyages à pied ».
Dans un autre registre, la marche peut être pratiquée comme un sport, avec une performance à la clé, en termes de temps ou de distance parcourue, telle que « la marche athlétique » ou « la marche rapide sportive », ou la « marche d'endurance » comme la marche de quatre jours de Nimègue.

### Randonnée pédestre

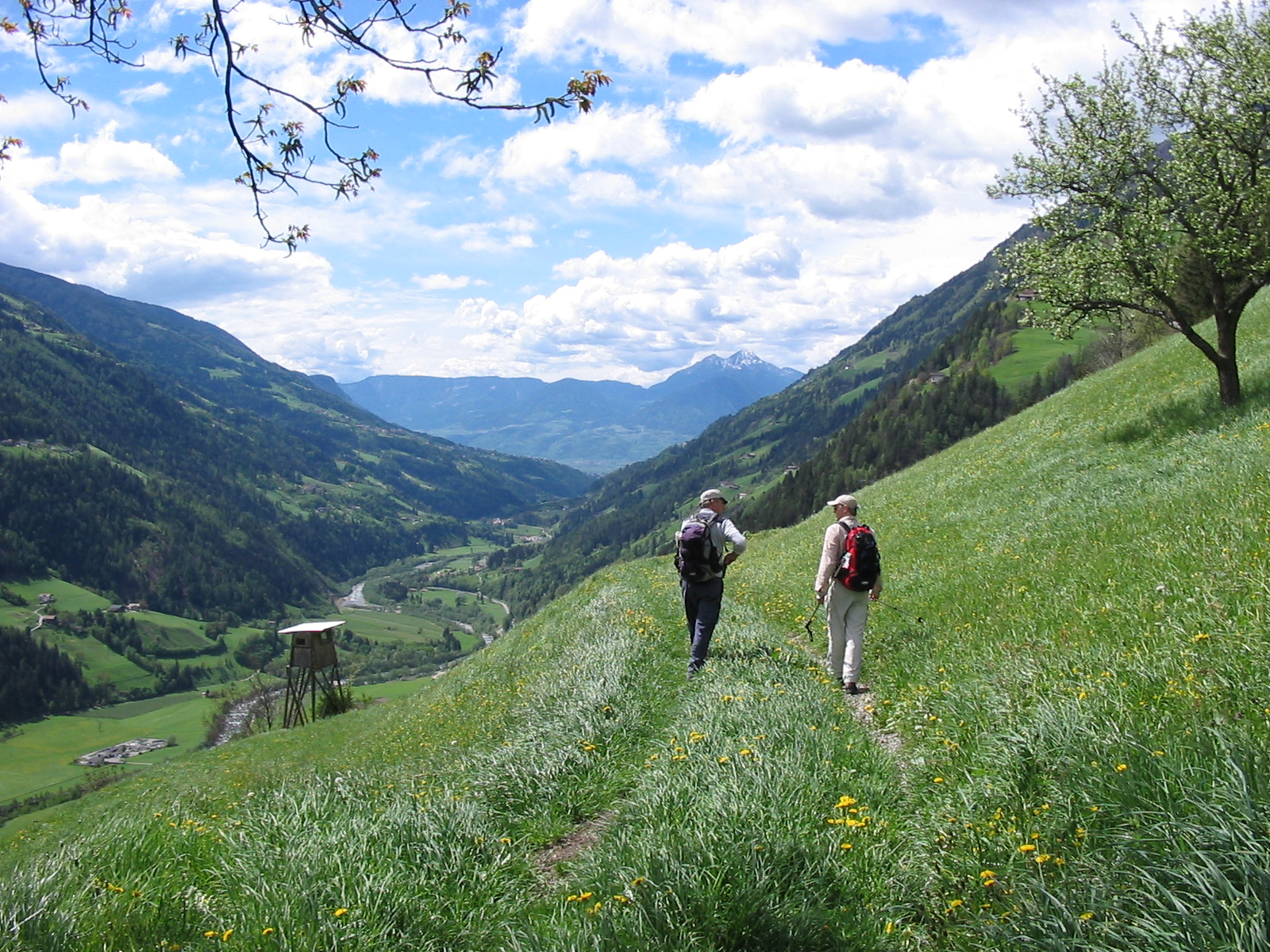
Randonnée dans le Trentin-Haut-Adige près de Merano.

La randonnée pédestre, est une activité de plein air qui consiste en une pratique de la marche qui vise à suivre un itinéraire, balisé ou non, seul ou en groupe. La randonnée est à la fois un loisir de découverte de la nature, une forme d'exercice physique et un plaisir culturel.
C'est au XIXe siècle que la randonnée au sens où nous la connaissons apparaît. Elle se différencie de la marche, pratiquée depuis la nuit des temps comme moyen de locomotion, par son aspect récréatif. Un des pères de la randonnée est Horace Bénédict de Saussure. Il ne s'est pas contenté de vaincre le mont Blanc mais a également parcouru de nombreuses montagnes : le Jura, les Vosges, le Forez, le Vivarais. L'Allemand Karl Baedeker (1801-1859) édite des guides dans lesquels il décrit ses parcours pédestres. En France, en 1837, est publié le premier guide de randonnée dans la forêt de Fontainebleau : Quatre promenades en forêt de Fontainebleau. En 1842, Claude-François Denecourt (1788-1875) trace son premier sentier dans cette même forêt. Les « sentiers Denecourt » existent toujours. En 1872, apparaît en Alsace le Club vosgien, qui balisera les sentiers dans le massif vosgien.

### Marche athlétique
La marche athlétique est un sport athlétique de compétition. Dans le cadre des courses de marche organisées et réglementées, on distingue la marche de vitesse et la marche de fond.
Ce sport consiste en somme à marcher le plus vite et le plus loin possible, la contrainte étant d'avoir toujours un appui au sol. Les études menées par les sportifs et leurs entraîneurs ont produit une forme de marche assez différente visuellement de la pratique habituelle de la marche, optimisant la longueur du pas et sa dynamique.

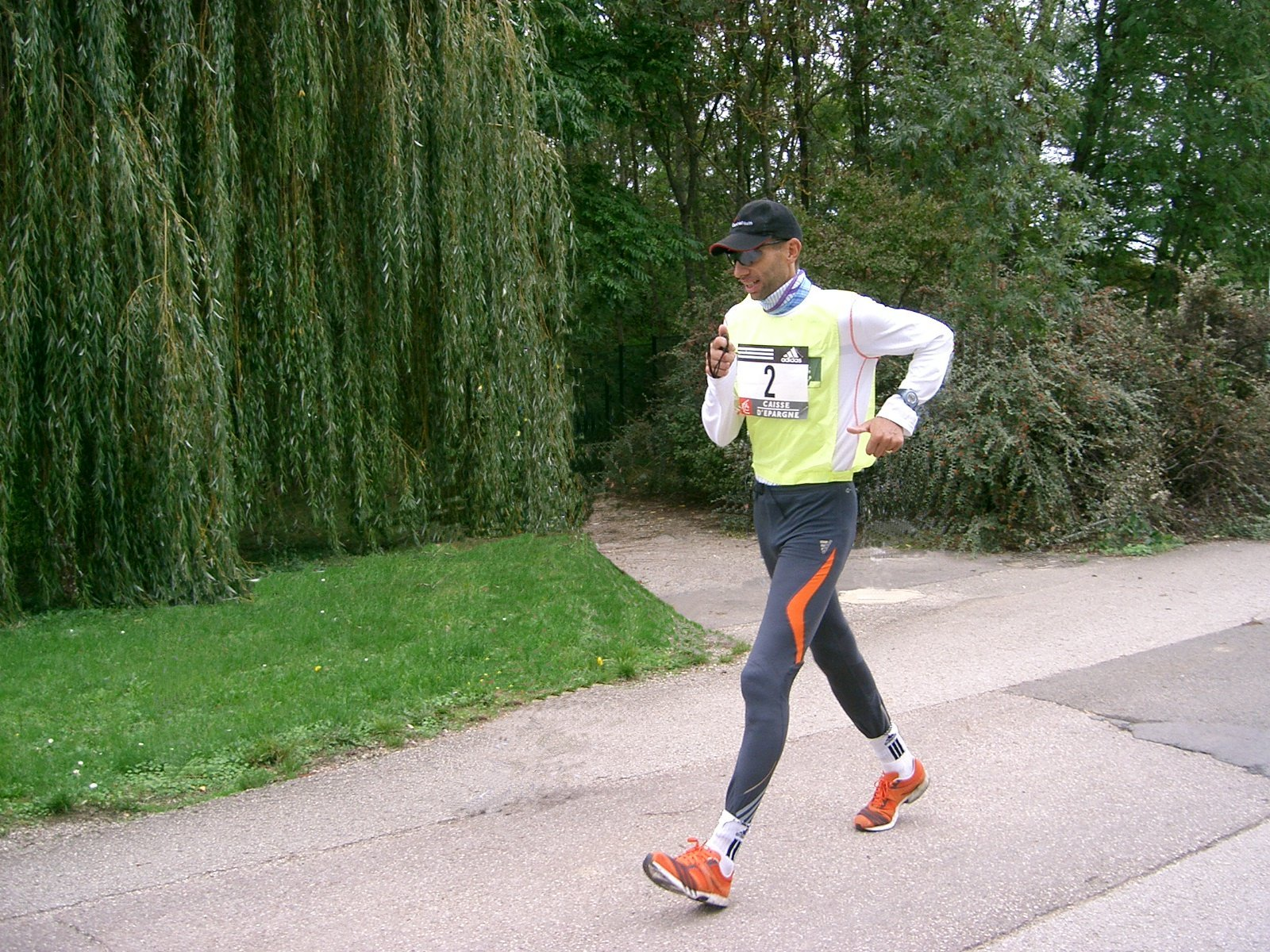
Marcheur en compétition.

Marche athlétique de vitesse: selon l'article 230 de l'International Association of Athletics Federations (IAAF)
« La marche athlétique est une progression de pas exécutés de telle manière que le marcheur maintienne un contact avec le sol sans qu'il ne survienne aucune perte de contact visible (pour l'œil humain). La jambe avant doit être tendue (c'est-à-dire que le genou ne doit pas être plié) à partir du moment du premier contact avec le sol jusqu'à ce qu'elle se trouve en position verticale. Il existe plusieurs distances, 20 et 50 km pour les hommes, 20 km pour les femmes. »
La marche est aussi un sport olympique. Les distances olympiques sont le 50 km marche pour les hommes (le record est détenu par Yohann Diniz, 3 h 32 min 33 s le 15 août 2014 à Zurich) et le 20 km marche pour les femmes et les hommes. Un des grands champions de la discipline est Vladimir Golubnichy (vainqueur en 1960 et 1968, second en 1972 et troisième en 1964).
En marche athlétique de fond on trouve cependant des courses beaucoup plus longues comme le Paris-Colmar qui s'étire, chaque année, sur une distance de près de 450 kilomètres. Dans cette discipline la règle de la jambe tendue n'est pas appliquée.

### La marche rapide sportive
Depuis toujours des hommes ont pratiqué, surtout individuellement, la marche rapide. Elle répondait généralement à une nécessité de déplacement sinon un besoin de mouvement, d'exercice physique.
De nos jours, celle-ci se pratique sous le nom de marche rapide, ou marche rapide sportive. Elle se pratique généralement à une vitesse allant de 5 km/h à 7,5 km/h voire davantage, en général sur des distances assez courtes et plutôt dans un esprit d'endurance que de vitesse. La plupart du temps, elle n'est pas pratiquée dans un cadre réglementaire compétitif, sauf par exemple aux 100 kilomètres de Millau (épreuve à allure libre de course ou marche), ou lors d'épreuves de fond. Malgré un essor certain et des avantages par rapport à la course, elle n'a encore que peu d'adeptes inconditionnels, dans une société où le critère de vitesse reste prépondérant. Le temps supplémentaire qu'il faut accorder et une dépense énergétique moindre qu'à la course sur une même distance (sauf si la vitesse est égale ou supérieure à 7,5 km/h), expliquent en partie ce fait, le pratiquant sportif restant généralement motivé par les critères de temps, et d'intensité des exercices physiques.
La marche rapide sportive présente de nombreux avantages : elle nécessite peu de matériel si ce n'est une tenue de sport identique à celle du coureur à pied. Elle peut être effectuée à n'importe quel moment de la journée et improvisée selon l'emploi du temps ou les conditions météorologiques. La marche rapide est moins traumatisante, notamment pour les articulations que la course (footing, jogging) et s'avère très efficace en termes de perte de poids dans le cadre d'une alimentation équilibrée.
Elle peut être pratiquée sur le parcours domicile-lieu de travail, à l'aller et/ou au retour, en ville comme à la campagne.
Avec l'entraînement et l'aisance, le marcheur peut développer une gestuelle qui rend sa pratique plus tonique et une capacité respiratoire qui accroît la performance physique. Au cours de la séance, on peut inclure des montées de côtes ou d'escaliers et des exercices en s'aidant du mobilier urbain disponible.
Au stade débutant, il convient de privilégier la durée et la fréquence (régularité) plutôt que la vitesse ou le kilométrage qui s'amélioreront naturellement et progressivement avec la pratique.
Très addictive, la marche rapide est une véritable discipline sportive qui doit s'accompagner d'une alimentation équilibrée et d'une hydratation avant et après les séances. Pratiquée régulièrement, elle est également très efficace pour se préparer physiquement aux sports d'hiver (ski alpin, randonnée) pendant l'entre-saison.

### La marche nordique
La marche nordique est à l'origine une technique d'entraînement créée pour les skieurs de fond finlandais. Aujourd'hui, c'est aussi un sport de plein air, d'endurance et aérobique qui consiste en une marche accélérée avec des bâtons de marche spécifiques, généralement en matériau composite.
Il s'agit essentiellement d'une technique de propulsion à l'aide de bâtons. Elle doit être en cela distinguée de la randonnée avec bâtons de marche : dans l'une, le bâton amène le marcheur à se propulser avec rapidité, dans l'autre il soutient et sécurise le randonneur.